# Papeški slovenski zavod v Rimu
Papeški slovenski zavod v Rimu; italijansko Pontificio Collegio Sloveno; znan tudi kot Slovenik, je kolegij Slovenske škofovske konference, ki je bil ustanovljen leta 1960. 

## Poslanstvo
Primarno kolegij deluje kot študijski dom za slovenske duhovnike na študiju v Rimu, hkrati pa opravlja nalogo romarskega središča za slovenske romarje.

## Zgodovina
Sredi 15. stoletja je romarska bratovščina pod vodstvom duhovnika Hieronima s Ptuja zgradila v Rimu hospic za slovanske romarje pri cerkvi sv. Marine, kasneje na njenem mestu zgrajene cerkve sv. Hieronima. Po Tridentinskem koncilu sredi 16. stoletja se je v hospicu začela nova dejavnost, to je skrb za izobraževanje duhovnikov, ki je potekala s številnimi reorganizacijami, preimenovanji in prekinitvami. Ob tem je hospic postajal vedno bolj hrvaška ustanova. Spor okrog imena zavoda je papež reševal še leta 1902. Danes nosi naslov »Papinski hrvatski zavod svetog Jeronima«. Tako smo se Slovenci morali odpovedati svojemu (ali skupnemu zavodu za vse južnoslovanske narode) in bili prisiljeni leta 1960 v Rimu ustanoviti svoj zavod za slovenske duhovnike in romarje.
Zaradi prej opisanega je 31. maja 1960 pater Anton Prešeren na tedanjo Kongregacijo za semenišča in študijske ustanove naslovil prošnjo za ustanovitev slovenskega cerkvenega zavoda v Rimu, ki bi nosil ime Institutum SS. Cyrilli et Methodii in bi lahko sprejel 10 duhovnikov. 4. julija istega leta je kongregacija odgovorila in naročila pripravo statuta ter pravil; zavod pa je poimenovala kot Slovenski cerkveni konvikt (Convitto ecclesiastico Sloveno).
22. novembra 1960 je kongregacija izdala dekret o ustanovitvi Slovenskega zavoda v Rimu (Collegium Slovenorum de Urbe). 
Pet let pozneje, 4. novembra 1965, je Republika Italija Slovenskemu zavodu priznala položaj pravne osebe.

### Lokacije
Sprva je bil zavod nastanjen na Via dei Colli 10, nato pa so se v študijskem letu 1966/67 preselili na Via Aurelia 476 in leta 1971 na Novo Apijevo cesto 884, kjer se nahaja še danes.

### Pomembni obiski
19. junija 1973 je papež Pavel VI. odlikoval Slovenski zavod v Rimu z naslovom papeški. 22. novembra 1990 je zavod obiskal tudi papež Janez Pavel II., ki je ob tej priložnosti kot prvi papež maševal v slovenščini.

## Znanstvena dejavnost
V okviru »pospeševanja bogoslovnih znanstvenih razprav in njihovega objavljanja« so 10. maja 1978 ustanovili znotraj Slovenika Slovensko bogoslovno akademijo, ki prireja t. i. rimske simpozije:
- misijonski simpozij (1981),
- Slomškov simpozij v Rimu (1982),
- Trinkov simpozij v Rimu (1983),
- Ivanocyjev simpozij (1984),
- Sedejev simpozij (1986),
- Missiev simpozij (1987),
- Gnidovčev simpozij (1988),
- Mahničev simpozij (1989),
- Jegličev simpozij (1990),
- Krekov simpozij (1991),
- Napotnikov simpozij (1992),
- Wolfov simpozij (1993),
- Kleklov simpozij (1994),
- Karlinov simpozij (1995),
- Einspielerjev simpozij (1996),
- Hrenov simpozij (1997),
- Glavarjev simpozij (1998),
- Baragov simpozij (1999),
- Rožmanov simpozij (2000),
- Ehrlichov simpozij (2001),
- Grivčev simpozij (2002),
- Herbersteinov simpozij (2003),
- Vovkov simpozij (2004),
- Ukmarjev simpozij (2005),
- Torošev simpozij (2006),
- Tomažičev simpozij (2007),
- Trubarjev simpozij (2008),
- Stepišnikov simpozij (2009).

## Vodstvo
Rektorji
- Anton Prešeren SI (22. november 1960 - 7. marec 1965)
- Maksimilijan Jezernik (7. marec 1965 - 11. julij 2001)
- Jožko Pirc (11. julij 2001 - 16. september 2010)
- Franc Mihelčič (16. september 2010 - 1. december 2022)
- Franc Maršič (1. december 2022 - danes)

Prorektorji
- Maksimilijan Jezernik (4. januar 1965 - 7. marec 1965)
- Jošt Martelanc
- Franc Mihelčič

Vicerektorji
- Jožko Pirc (1984 - 2001)

## Sloveniki
Do leta 2010 je v Sloveniku prebivalo najmanj eno leto štiriinosemdeset gojencev (ki sami sebe imenujejo Sloveniki), ki so dosegli trideset doktoratov, petintrideset magisterijev in tri diplome. V Sloveniku je krajši čas prebivalo tudi dvanajst duhovnikov in en laik ter tudi triintrideset študentov drugih narodnosti.
Od leta 1971 Slovenik oskrbujejo Marijine sestre čudodelne svetinje.